# Pórszász János
Pórszász János (Budapest, 1923. június 11. – Pécs, 1974. május 30.) orvos, egyetemi tanár, az orvostudományok kandidátusa (1955), az orvostudományok doktora (1968). A Mydeton (tolperizon), a Spiractin (pimeclonum) és a Loderix (setastine) kidolgozója, farmakológusa. Élettani és gyógyszertani oktatómunkája évtizedeken keresztül szolgálta az orvosképzést Budapesten, Szegeden és Pécsett.

## Életútja
Oklevelét a budapesti Pázmány Péter Tudományegyetem Orvostudományi Karán szerezte, 1949. február 12-én avatták orvosdoktorrá. Medikus korától kezdve a kutatás érdekelte, hitvallása szerint nem egyes embereket kívánt gyógyítani klinikusként, hanem egyfajta betegségben szenvedő emberek csoportjának kereste gyógyulási lehetőségeit. Demonstrátorként dolgozott a Kórélettani, majd a Gyógyszertani Intézetben. 1949-től a Gyógyszertani Intézetben tanársegédi kinevezést kapott id. Issekutz Béla intézetében. 1955-ben védte meg kandidátusi disszertációját, mely az aminoketonok farmakológáját foglalta össze. Ifj Issekutz Béla meghívására 1955-től Szegeden az Élettani Intézetben folytatta oktató és kutató munkáját adjunktusként. Az 1956-os forradalom során ifj. Issekutz Béla külföldre távozott, így Pórszász János megbízott intézetvezetőként folytatta a megkezdett tudományos és oktató munkát. 1958-ban kapta meg docensi kinevezését. Az intézetvezetői pályázaton id. Obál Ferenc kapott megbízást. 1967-től a Sebészeti Műtéttani Intézetben docens Petri Gábor mellett. 1970-ben megpályázta a pécsi Gyógyszertani Intézet igazgatói állását, melyet második jelöltként kapott meg, mivel az elsőnek jelölt Svájcba távozott és kinevezését nem vette át. Több tudományos társaság, így a Magyar Farmakológus Társaság alapító és vezetőségi tagja volt. Főleg gyógyszertani és élettani kutatásokkal foglalkozott. Új gyógyszereket kísérletezett ki (Mydeton, Spiractin, Loderix). Tanulmányozta a szimpatikus idegrendszeri szabályozás elektrofiziológiáját és biokémiáját. Elsőként vezetett el mikroelektródos módszerrel a nyúltvelő területéről egysejt-aktivitást. Közel száz tudományos közleménye jelent meg.

## Munkássága
A Gyógyszertani Intézetben Budapesten kezdetben a fájdalomcsillapítók hatásmechanizmusát vizsgálta. A hatás mérésére két módszert dolgozott ki: a sugárzó hő és a kontakt hő (hot plate) alkalmazását patkányokon és egereken. Tanulmányozta a fájdalomcsillapító és a paraszimpatomimetikus hatás összefüggését, kimutatta, hogy a prostigmin morfinhatást erősítő befolyása nem valódi szinergizmus, hanem az ópiát „csendes kötődési helyről” történő leszorításának köszönhető folyamat, azaz farmakokinetikai gyógyszerinterakció.
Az idegrendszer kutatása során a perifériás és ganglionáris ingerület átvitelt befolyásoló vegyületek hatását kezdte vizsgálni. Nádor Károly kémikussal a vegyi szerkezet és hatás közötti összefüggés tanulmányozása során az antinikotin hatású aminoketonok farmakológiai hatásának tanulmányozása eredményezte két vegyület megszületését. A Mydeton (külföldön Mydocalm) (tolperizon, tolperisone hydrochloride), mint centrális izomrelaxáns került a terápiába és mind a mai napig forgalomban lévő hatékony gyógyszer. Az általa fejlesztett másik szer a glomus caroticumon keresztül légzőközpontot stimuláló Spiractin, Karion (pimeclon hydrochlrid) melynek alkalmazása fenyegető légzésbénulás esetén volt javallt, abban az időben mikor még a lélegeztető gépek, főleg mentőautóban nem voltak elérhetőek.
Id. Issekutz Bélánál eltöltött 9 év kutatómunka után Szegedre került ifj. Issekutz Béla meghívására 1955-ben, ahol adjunktusi kinevezést nyert. Szegedi munkája során folytatta a keringés és légzés idegi szabályozásának elemzését. A Szegedi Szerves Kémiai Intézettel karöltve új vegyületeket fejlesztettek, melyek a ganglionbénítók- és izgatók, kuráre szerű anyagok, helyi érzéstelenítők, centrális görcsoldók (elektrosokk gátló anyagok) és trankvillánsok közé sorolhatók be leginkább.
Metodikai készségét bizonyítja, hogy „egysejt” (single unit) akciós áramokat sikerült regisztrálnia a magyar kutatók közül elsőként, ezzel elindított a magyarországi elektrofiziológiai kutatásokat. A sikerhez megfelelő műszer előállítására is szükség volt (pl. kapilláris mikroelektróda húzó). A kísérleti eredményeket modulátor segítségével orsós magnószalagon rögzítette.
Ifj. Jancsó Miklóssal folytatott munkáiban a kémiai fájdalomérzés és a neurogén gyulladás szerepelt. A fájdalomérzést kiváltó csípős anyagok, ezek közül is a Jancsó Miklós által sokat vizsgált kapszaicint (capsaicin) mint eszközt használta élettani folyamatok felderítésére. Megállapította, hogy a kapszaicin intravénás injekciója ún. hármas reakciót: apnoét, bradikardiát és vérnyomássüllyedést hoz létre. A reflexben a nervus vagus jelentős szerepet játszik. Ezt "egyrost" aktivitás vizsgálatával bizonyította. A reflex receptorterülete a pulmonális elágazásánál foglal helyet. Elsőként igazolta, hogy itt baroreceptor areáról van szó. Vizsgálatai szerint a kapszaicin csak az alacsony amplitúdójú, feltehetően C típusú rostok ingerületét váltja ki.
Az 50-es évek végétől 60-as évek derekáig szerves kémikusokkal (Földeák Sándor, Matkovics Béla) való együttműködése számos alapvető közleményt és 5 szabadalmi bejelentést eredményezett, melyeknek jogosultja a Richter Gedeon Vegyészeti Gyára volt. Ezen vizsgálatok és fejlesztések a központi idegrendszerre ható vegyületek előállítására irányultak.
1958 és 1967 között az Élettani Intézet új igazgatója mellett oktatói és kutatói lehetőségei beszűkültek, majd Petri Gábor professzor 1967-ben történt meghívására a Szegedi Orvostudományi Egyetem Kísérletes Sebészeti Műtéttani Intézetének docense lett. Nevéhez fűződik a "Petri-koktél" néven ismertté vált ileus kezelésére szolgáló terápia hatásmechanizmusának feltérképezése, melyről közös közleményük a Lancet című folyóiratban jelent meg. A paralitikus bélelzáródás kifejlődésében a szimpatikus tónus fokozódásának van döntő szerepe, melyet szimpatolítikumokkal lehet felfüggeszteni. Ennek gyakorlati jelentősége lett az ileusban szenvedő sebészeti betegek ellátásában.
Kandidátusi fokozatát 1956-ban szerezte meg "Az aminoketonok farmakológiája" című értekezésével. 1968-ban az MTA doktora lett. Disszertációjának címe: "Vasomotor és légzési reflex mechanizmusok pharmaco-physiológiája". MTA Doktori értekezésének opponensei: Dr. Knoll József az orvostudományok doktora, Dr. Szekeres László az orvostudományok doktora, Dr. Takács Lajos az orvostudományok doktora. Tudományos munkásságáért a Magyar Tudományos Akadémia 9 alkalommal részesítette jutalomban. 1962-ben az Akadémiai Jutalom III. fokozatát kapta meg.
1970 elején intézetvezető egyetemi docens, majd egyetemi tanár lett a Pécsi Orvostudományi Egyetem Gyógyszertani Intézetében Méhes Gyula professzor nyugdíjazását követően. Tudományos munkájának az eredménye a Loderix néven forgalomba került, setastin hydrochlorid, szelektív H1 receptor antagonista fejlesztése.
Pályája vége felé a központi idegrendszeri centrumok funkcionális organizációjával is behatóan kezdte tanulmányozni. A hipotalamuszból kiinduló depresszor impulzusok, nem közvetlenül a vazokonstriktor areát gátolják, hanem előbb a depresszor areát aktiválják és az innen kiinduló neuronok gátolják a bulbáris vazokonstriktor centrumot. Szövettani kontrollal meghatározta a depresszor area nyúltvelői lokalizációját. A pulmonális feszülési receptorok vizsgálata továbbra is kutatásainak tárgya volt.
A pécsi intézetben töltött 4 évben főként a szimpatikus reflex fiziológiai és farmakológiai hatásaival foglalkozott.
Halálos betegsége megakadályozta a további lehetséges antiepileptikus és antipszichotikus hatású gyógyszerek kifejlesztésében.
Már a 70-es évek elején tervei között szerepelt az idegrendszer számítógépes modellezésének lehetőségéből adódó kutatási irány.
A fiziológia területén kiemelkedő eredményei:
1. A capsaicin (kapszaicin) segítségével elsőnek igazolta funkcionálisan, hogy az a. pulmonalis bifurkációjánál baroreceptorok vannak.
2. Behatóan foglalkozott a központi idegrendszeri centrumok funkcionális organizációjával, a vérkeringés és a légzés idegi szabályozásával.
3. Tisztázta a vagodepresszor reflexben szerepet játszó afferens rostok elektrofiziológiai jellemzőit, továbbá a vagodepresszor reflex intrabulbáris pályáit.
4. Békaszíven kimutatta, hogy az ingerképzésben szerepet játszó pitvarizomzat intracelluláris kation tartalma lényegesen eltér a kamraizomzatétól.
5. Elektrofiziológiai módszereket (mikroelektróda, akciós potenciál elvezetés) elsőnek vezetett be hazánkban az idegrendszer vizsgálatára.
6. Számos új metodikát dolgozott ki mint az élettani, mind a gyógyszertani kutatások területén. Nevéhez fűződik a forró lap (hot plate) metodika bevezetése a fájdalom kutatás számára.
Kutatásait 89 közleményben tette közzé, a PubMed 65 művet tart nyilván. Tudományos előadásainak száma több, mint 70.
A Szegedi Orvostudományi Egyetem Tudományos Diákköri tanácsának elnöke 196x-196x.
Az MTA Szegedi Bizottságának titkára 19xx-19xx.
Tagja a Szegedi Orvostudományi Egyetem Tudományos Bizottságának 19xx-19xx.
Alapító tagja volt a Magyar Farmakológiai Társaságnak (MFT).
Tagja volt a Magyar Élettani Társaságnak, a Biológiai Társaságnak, az EEG Társaságnak.
Tanítványai között sokak szerint jobban érezte magát, mint professzor társai között. Szerette tanítványait, kiválóan oktatott, számos diákköröse megízlelhette a kutatómunka szépségét és végtelenségét. Tanítványai közt volt Barankay Tamás, Szolcsányi János, Madarász Klára, Barthó Loránd, Jádi Ferenc.

## Kedvtelései
Ha nem alkotott a kísérleti műtőasztal mögött, vagy nem írt éppen, akkor fényképezett. Számos családi fotót, filmet, kisfilmet, játékfilmet készített. Majd művészi kivitelezésű fotókat is alkotott. Vasárnap délutánonként a család egyetlen fürdőszobája fotólaboratóriummá alakult. A filmhívást és fényképkidolgozást könyvekből és folyóiratokból autodidakta módon tanulta. Kis varázsműhelyében megalkotta az első szolarizált képeit. A fixir illattal megtelt fürdőszoba művészi képei megszületésének helye lett.
Később jöttek a kiállítások, fotóklubi aktivitás (Szegedi Fotóklub, most Lajos Sándor Fotóklub Dr. Lajos Sándor Fotóklub), fotószalon és végül a KÖR'68, melyet öten hoztak létre az alföldi paraszti élet képekben való megéneklése céljából. Dr. Lajos Sándor (később a Szegedi Fotóklub névadója), Horváth Dezső, Szávay István, Pórszászné Gibiszer Katalin és Pórszász János. A kiállítást Hézső Ferenc festőművész nyitotta meg, melyet tárlatvezetés és vita követte az alkotások felett. Az Országos Középiskolai Fotópályázatokon bíráló bizottsági tagként vett részt.
Számos fotográfiájával nyert díjat fotópályázatokon. 1975. április 18-án emlékkiállítás nyílt képeiből a Mecseki Fotóklub tárlatán.
Ha ideje engedte szívesen rajzolt.
Zongorakotta tára akkori időben jelentősnek mondható volt. Jól zongorázott. Beethoven szonátái, Chopin etűdök, keringők mazurkák kedvencei voltak. Szenvedélyesen gyűjtötte a klasszikus zenei bakelit hanglemezeket.

## Családja
Felesége (Gibiszer Katalin Kamilla) hűséges munkatársa és fotóstársa is volt egyben. Négy gyermekük született: Gertrúd (1950), János (1952), Katalin (1955) és Róbert (1965), akik mind az emberek gyógyításának szentelték életüket.[forrás?]